# Церковь Святого Петра (Капернаум)
Церковь Святого Петра — католическая церковь в Капернауме в Израиле, находящаяся на предполагаемом месте дома апостола Петра, в котором, согласно Евангелию, Иисус Христос исцелил его тёщу. Современная церковь, освящённая в 1990 году, имеет восьмиугольную форму. В центре храма ниже уровня пола находятся остатки почитаемой комнаты дома апостола Петра и остатки стен византийской восьмиугольной церкви V века.

## Дом апостола Петра
В Евангелиях от Матфея, Марка и Луки сообщается, что Иисус Христос в доме апостола Петра исцелил тёщу Петра, лежащую в горячке, и других болящих, которых приводили к Нему, а также изгнал бесов (Мф. 8:14-17, Мк. 1:29-34, Лк. 4:38-41).
Предполагаемый дом апостола Петра, находящийся в 30 метрах от синагоги, был раскопан в 1968 году. Оказалось, что он был построен в поздний эллинистический период из местного чёрного базальта. Дом включал три двора, вокруг которых располагались жилые комнаты. Согласно Евангелию от Марка, дом также принадлежал апостолу Андрею (Мк. 1:29). Вероятно, в доме жили несколько родственных семей (апостолы Петр и Андрей, теща Петра), у которых были отдельные жилые помещения, выходящие на общий двор. Две комнаты, расположенные в южной стороне северного двора, в конце I века были преобразованы в одну комнату, в которой была устроена домашняя церковь, ставшая местом молитвенных собраний христиан. Вероятно, эта часть дома была местом проживания семьи апостола Петра.

## История церкви

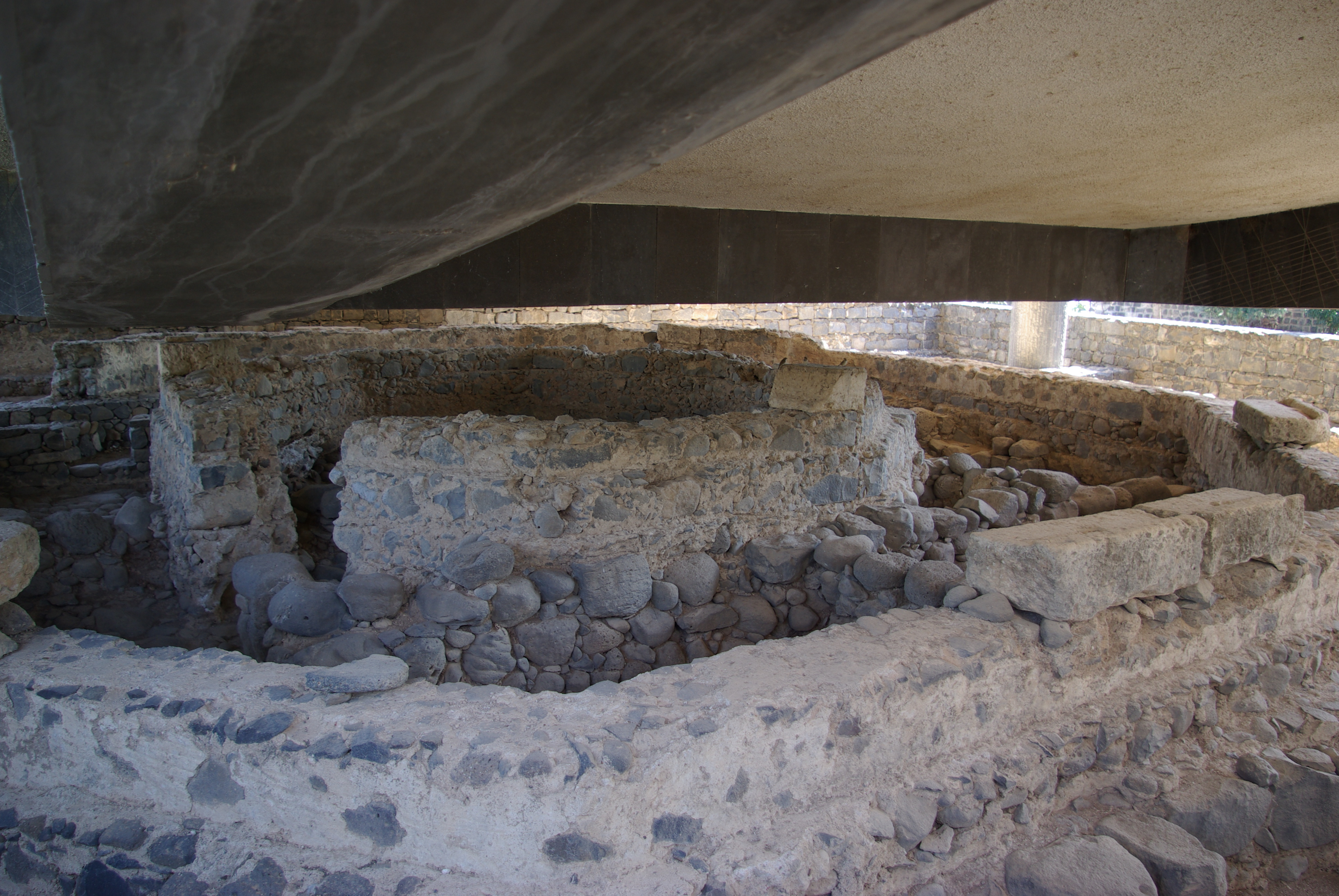
Остатки стен восьмиугольной византийской церкви на месте дома апостола Петра

Согласно археологическим раскопкам, в конце I века одна из комнат дома была выделена для общественного использования, отштукатурена и превращена в домашнюю церковь. При раскопках в ней были найдены керамические изделия и лампы вместо утвари обычного пользования семьями. Её пол, в отличие от других комнат, был покрыт белой известью, датируемой I веком. Стены были покрыты цветной штукатуркой, на которой были обнаружены многочисленные граффити, датируемые III—IV веками, в которых упоминается имя Иисуса, названного Господом, Христом, Богом, Высочайшим. Согласно францисканским археологам, не менее двух надписей содержат имя апостола Петра. В IV веке домашняя церковь была расширена и отделена стеной от остальной части города, в результате несколько комнат дома были разрушены.
Западная паломница Эгерия, совершившая в 381 году паломничество в Святую Землю, упоминала, что дом апостола Петра был превращён в церковь, которая включала оригинальные стены дома, что подтвердили археологические раскопки. Во второй половине V века на её месте была сооружена восьмиугольная византийская церковь, которая просуществовала в течение двух веков. В её центре находился восьмиугольник, построенный непосредственно над почитаемой комнатой дома и вымощенный богато украшенной мозаикой с изображением павлина с красочным хвостом, символом Воскресения и вечной жизни. Павлин был помещен в центр круга и окружен цветами.
В 1982 году над руинами византийской церкви была заложена католическая церковь, освященная 29 июня 1990 года. Церковь представляет собой железобетонное сооружение в виде восьмиугольного навеса на мощных опорах. В центре храма ниже уровня пола находятся остатки (по утверждению историка Церкви Н. Н. Лисового — только камни фундамента) почитаемой комнаты дома апостола Петра и остатки византийской церкви.